# Antheia

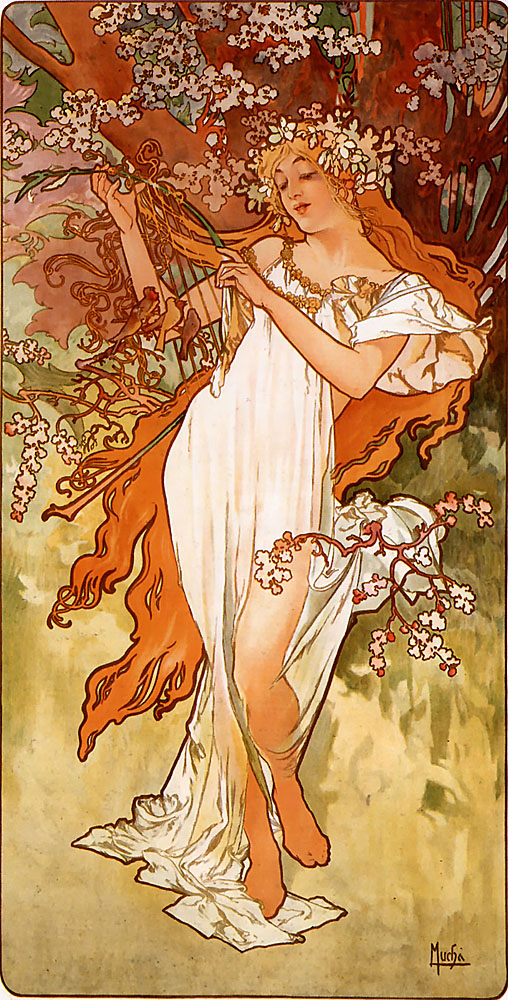

Antheia (starořecky: Ἀνθεία) je v řecké mytologii jedna z Charitek, bohyně květin a květinových věnců.
Její jméno je odvozeno z řeckého slova ἄνθος což znamená "květina" či "květiny". Římanům byla známa jako Anthea. Centrum jejího uctívání byl ostrov Kréta. Jméno Antheia bylo přisuzována také bohyni Héře či jedné z Hór. Byla bohyní vegetace, zahrad, květin a jara.